# Nebulasilvius johani
Nebulasilvius johani är en skalbaggsart som beskrevs av Deschodt och Clarke H. Scholtz 2008. Nebulasilvius johani ingår i släktet Nebulasilvius och familjen bladhorningar. Inga underarter finns listade i Catalogue of Life.